# Station Bückeburg
Station Bückeburg (Bahnhof Bückeburg) is een spoorwegstation in de Duitse plaats Bückeburg in de deelstaat Nedersaksen. Het bevindt zich aan de noordrand van het stadscentrum en werd in 1847 aan de spoorlijn Hannover - Minden geopend. Het stationsgebouw is beschermd erfgoed.

## Stationsopzet
Station Bückeburg is als een doorgangsstation gebouwd en is een halte voor Regional-Express-treinen evenals voor de S-Bahn van Hannover. Van de bestaande drie perronsporen (één zijperron en één eilandperron) worden alleen de twee perronsporen aan het eilandperron gebruikt (spoor 2 en 3). Het station is toegankelijk gemaakt. Naast de drie perronsporen is er ook nog één doorgangsspoor. Tot de sluiting in 1966 stopte er op het stationsplein treinen van de Bad Eilsener Kleinbahn naar Bad Eilsen en Minden. Ten westen van het station waren de twee spoorlijnen verbonden, dit spoor bleef tot ongeveer 1976 als aansluiting voor Bückeburg Ost bestaan. 
De perrons zijn deels overkapt en te bereiken met een trap of lift. In het stationsgebouw is er een horecagelegenheid en een DB Reisezentrum (OV-Servicewinkel).
Aan de voorzijde van het station is er een busstation, fietsenstallingen, parkeerterrein en een taxistandplaats.

## Verbindingen
Doordat Bückeburg tot 1946 deelstaathoofdstad was, stopten ook langeafstandstreinen op het station. Zo stopten er in de zomer van 1944 de D-treinen Amsterdam-Leipzig en Berlijn-Keulen. In de dienstregeling 1944-1945 stonden dagelijks meerdere sneltreinen tussen Berlijn en het Ruhrgebied respectievelijk Keulen. 
Het station wordt bediend door RE-treinen van Westfalenbahn en S-Bahn-treinen van DB Regio Nord. De volgende treinseries doen het station Bückeburg aan:
| Serie | Treinsoort                       | Route | Bijzonderheden                      |
| ----- | -------------------------------- | --- | ----------------------------------- |
| RE 60 | Regional-Express (Westfalenbahn) | Rheine – Osnabrück Hbf – Bünde (Westf) – Löhne (Westf) – Bad Oeynhausen – Minden (Westf) – Bückeburg – Hannover Hbf – Lehrte – Braunschweig Hbf | Ems-Leine-Express 1x per twee uur   |
| RE 70 | Regional-Express (Westfalenbahn) | Bielefeld Hbf – Herford – Löhne (Westf) – Bad Oeynhausen – Minden (Westf) – Bückeburg – Hannover Hbf – Lehrte – Braunschweig Hbf                | Weser-Leine-Express 1x per twee uur |
| S1    | S-Bahn (DB Regio Nord)           | Minden (Westf) – Bückeburg – Haste – Seelze – Hannover Hbf – Weetzen – Barsinghausen – Haste                                                    |                                     |

Hannover Hbf ·
Hannover-Nordstadt ·
Hannover-Leinhausen · 
Letter ·
Seelze ·
Dedensen/Gümmer ·
Wunstorf ·
Haste ·
Lindhorst ·
Stadthagen ·
Kirchhorsten ·
Bückeburg ·
Minden (Westf) ·
Porta Westfalica ·
Bad Oeynhausen ·
Löhne (Westf) ·
Hiddenhausen-Schweicheln ·
Herford ·
Brake ·
Bielefeld Hbf ·
Brackwede ·
Isselhorst-Avenwedde ·
Gütersloh Hbf ·
Rheda-Wiedenbrück ·
Oelde ·
Neubeckum ·
Ahlen (Westf) ·
Heessen ·
Hamm (Westf)